# ニーダーシュレージッシュ-メルキッシュ線
ニーダーシュレージッシュ-メルキッシュ線 （ニーダーシュレージッシュ-メルキッシュせん、ドイツ語: Niederschlesisch-Märkische Eisenbahn-Gesellschaft）とは、ドイツ連邦共和国のベルリン東駅からフランクフルト（オーダー）駅を経由してグーベン駅に至る鉄道路線である。現在の営業区間に合わせてベルリン-グーベン線とも呼ばれる。

## 概要
かつてはベルリン - フランクフルト (オーダー) - グーベン - ルブスコ - ビエニュフ - ジャガン - ヴロツワフを結ぶ路線であったが、二度の大戦により国境線を含め社会情勢が著しく変化したこともあり、グーベン - ルブスコ間およびビエニュフ - ジャガン間は廃止されている。ベルリン - フランクフルト (オーダー)間はベルリン-ワルシャワエクスプレス（EC95）をはじめワルシャワ、モスクワ方面へ向かう数多くの国際優等列車が経由し、EUのトランスヨーロピアン交通ネットワークのE20号線を構成する路線である。また汎ヨーロッパ回廊の2号線（ベルリン - モスクワ）でもある。
オストクロイツ (Ostkreuz) - エルクナー (Erkner)間はSバーンが運行されており、ベルリンSバーンS3号線と呼ばれる。

## 歴史

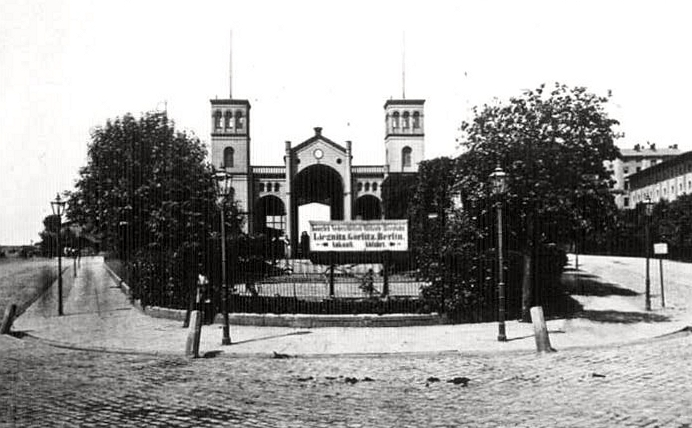
1880年当時のメルキッシュ駅（ヴロツワフ）

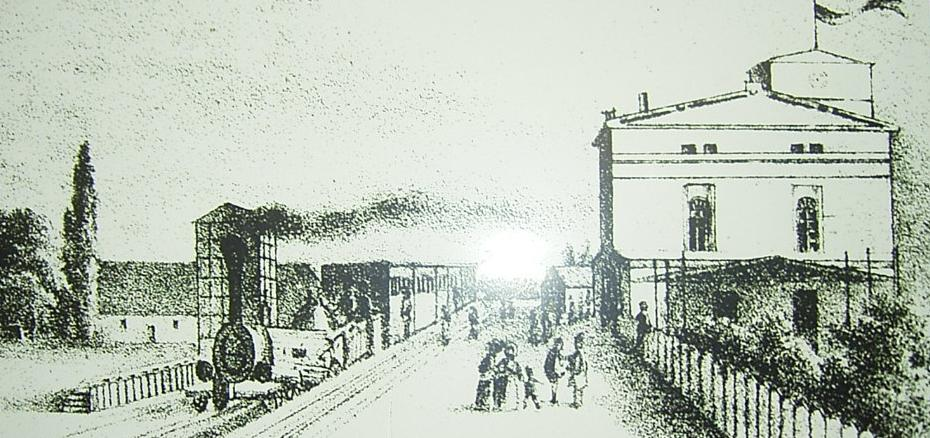
1845年当時のフュルステンヴァルデ駅

### ベルリン - フランクフルト鉄道・ニーダーシュレジエン＝マルク鉄道会社・国有化
1840年頃にはドイツの周辺国は既に幹線鉄道の建設を開始していた。1837年から1839年にかけてはドイツ初の長距離鉄道であるライプツィヒ–ドレスデン線が建設された。 1837年以後オーストリアは北部鉄道の建設を続いて実行した。1840年にマグデブルク - ライプツィヒ線が開通されて、プロイセン、アンハルト、ザクセンを結ぶ、最初の国際鉄道となった。
プロイセン時代の1842年から1846年にかけてブランデンブルク辺境伯領の首都であったベルリンと現ポーランド領のヴロツワフを結ぶ鉄道が私鉄として開業したのが始まりである。ベルリン - フランクフルト鉄道の工事は1840年から1842年まで進行して、81 km区間は1842年10月23日に開通された。1843年11月27日にニーダーシュレジエン＝マルク鉄道会社（Niederschllesisch-Märkische Eisenbahn-Gesellschaft, NME）がプロイセン政府の投資で設立されて、フランクフルト - ブレスラウ（現在ヴロツラフ）間の鉄道建設がその目的であった。1844年10月19日にブレスラウ - リークニッツ（現在レグニツァ）間が開通されたが、当時大部分の経路はまだ確定されなかった。1845年1月にベルリン - フランクフルト鉄道会社は株主の合議でNMEと合併した。
1847年9月1日NMEのコールフルーツトイレ-ケルリッツ線およびザクセン＝シュレジエン鉄道会社の本線（現在ゲルリッツ - ドレスデン線）が同時に開通されて、ブレスラウはドレスデン、ライプツィヒ、マグデブルク、ハノーファーなどと鉄道で連続的に連結された。同年10月ブレスラウの鉄道網はオーバーシュレジエン鉄道（Oberschlesische Eisenbahn AG, OSB）の本線とクラーカウ・オーバーシュレジエン鉄道（Krakau-Oberschlesische Eisenbahn, KrOs）の路線の連結でクラーカウ（現在クラクフ）に、1848年9月にオーデルベルク（現在ボフミーン） まで至った。
プロイセン政府は当初から150万ターラー相当のNME株式を保有して、それは特別な状況で国家が鉄道路線を運営できる要因となった。商工大臣アウグスト・フォン・デル・ハイト（August von der heydt, 1801~1874）の政策により国家は1850年1月1日に会社の費用で鉄道運営権を引き受けた。当時プロイセンではイギリス産石炭がシュレジエン産石炭より安かったので、ハイトは「1プフェニヒ運賃（Einpfennigtarif）」制度で鉄道会社の石炭輸送を奨励した。一方、財務大臣カール・ヴォン・ボーデルシュヴィング（Carl von Bodelschwingh, 1800~1873）は相当な国家債務の理由でNMEの国有化に反対した。フリードリヒ・ヴィルヘルム4世は経済的・軍事的な効用を根拠として、商工相を支え後援した。1852年1月1日にNMEはプロイセン邦有鉄道に引き受けられて、ニーダーシュレジエン＝マルクト管理局として運営されていた。1853年秋に急行列車がベルリン - ブレスラウ間に導入された。
1875年5月15日にはヤシェン(Jasień) - ジャガン - レグニツァ間の93kmの複線の短絡線が開通した。
産業革命の初期には特にベルリン周辺部で輸送量が増加した。 1890年代の間、数多くの駅が新設され、エルクナー駅までの郊外列車用の複線が新たに併設された。

### ドイツ国営鉄道
第一次世界大戦後の1920年にはプロイセン国鉄の残存区間と共にドイツ国鉄の一部となった。1928年にはベルリン近郊のエルクナー(Erkner)までの区間が第三軌条方式で電化され、1930年12月には他の近郊路線と合わせてベルリンSバーンと名付けられた。一方、長距離列車は蒸気機関車による運行のままであった。ただし、1936年高速気動車はベルリン - ボイテン （現在ビトム）間に導入されて、508 km区間をおよそ4時間20分で走行した。

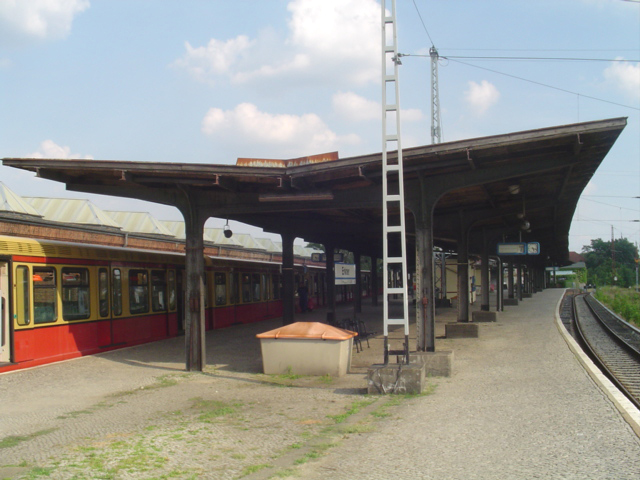
ベルリンSバーンの終点でもあるエルクナー駅

支線のフランクフルト (オーダー) - ポズナン間（現ポーランド国鉄3号線の一部）はワルシャワ・モスクワ方面に繋がる路線であった。ソ連軍により補給路として軌間は1520mm（広軌）に改軌の上で再建されたことにより、1945年4月25日はソ連軍がベルリン市境まで到達した。1945年6月28日にはモスクワ - ベルリン間に最初の旅客列車が運行された。ヨシフ・スターリンがポツダム会談に参加する際にはポツダムまでの区間が広軌に改軌された。しかしながら、1945年9月20日には輸送力増強のために再び標準軌に戻された。一方、グーベン - ジャガン間はオーデル・ナイセ線を跨ぐ区間であり、東ドイツとポーランドの国境により分離された。

### ドイツ国営鉄道（東ドイツ）
ベルリン - フランクフルト (オーダー)間は賠償品の接収・輸送に必要とされた路線であったため、他のソ連占領区域の多くの路線とは異なり単線化は行われなかった。1980年代に東ドイツ政府により交流16.7Hz 15kVでの電化が行われ、今日では国際交通の基軸の地位を再び取り戻している。

## 運行形態

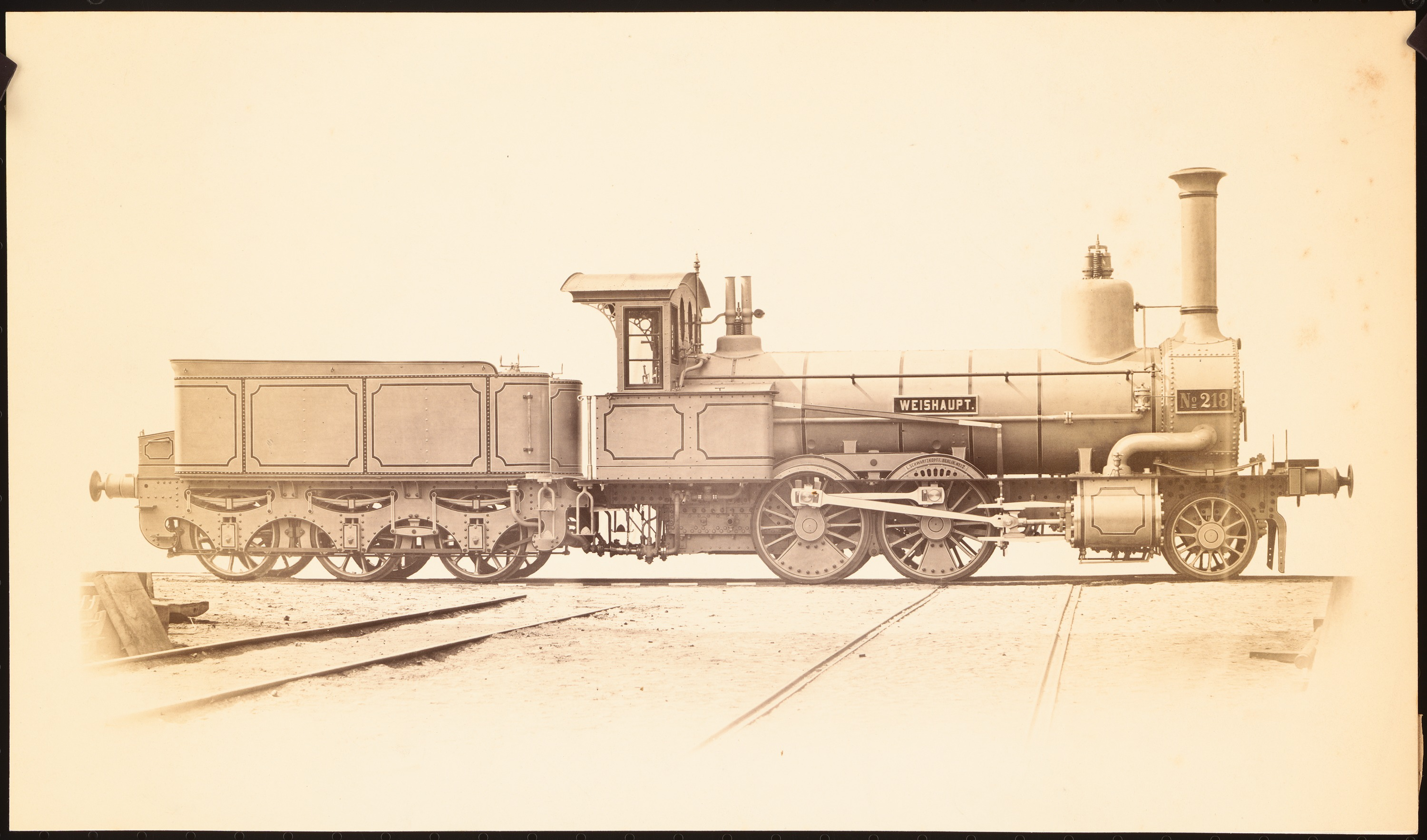
NMEの蒸気機関車「ヴァイスハウプト号」（1867年）

地域輸送の場合、運賃システムはベルリン・ブランデンブルク運輸連合（Verkehrsverbund Berlin-Brandenburg, VBB）により管理されている。
- ユーロナイト452/453列車：モスクワ - ミンスク - ワルシャワ - ポズナン - フランクフルト・オーダー - ベルリン - フランクフルト - パリ
- ベルリン-ワルシャワエクスプレス：ベルリン - フランクフルト・オーダー - ポズナン - ワルシャワ、1日4往復
- ベルリン-グディニャエクスプレス：ベルリン - フランクフルト・オーダー - ポズナン - グディニャ、1日1往復
- 快速列車（RE 1）: マクデブルク - ブランデンブルク - ポツダム - ベルリン - フランクフルト・オーダー（ - グーベン - コトブス）、毎時1 - 2本
- 快速列車（RE 10）: フランクフルト・オーダー - フィンケンヘールト発電所 - フィンケンヘールト - ヴィーゼーナウ - ツィルテンドルフ - アイゼンヒュッテンシュタット - ノイツェレ - ヴェルミッツ - コーシェン - グーベン - コトブス - ファルケンベルク - ライプツィヒ、2時間ごとに1本[9]
- 普通列車（RB 43）: フランクフルト・オーダー - フィンケンヘールト発電所 - フィンケンヘールト - ヴィーゼーナウ - ツィルテンドルフ - アイゼンヒュッテンシュタット - ノイツェレ - ヴェルミッツ - コーシェン - グーベン - コトブス - ファルケンベルク、2時間ごとに1本[9]
- Sバーン（）：シュパンダウ - 西交差駅 - ベルリン - ベルリン東駅 - ワルシャワ街 - 東交差駅 - ルンメルスブルク - ルンメルスブルク工場駅 - カールスホルスト - ヴールハイデ - コェーペーニック - ヒルシュガルテン - フリードリヒスハーゲン - ラーンスドルフ - ヴィルヘルムスハーゲン - エルクナー。10分/20分ごとに1本

ポーランド方面の貨物列車は鉄道網の連結状態のため主にこの路線を経由する。